# Ijimaia loppei
Ijimaia loppei is een straalvinnige vissensoort uit de familie van diepzeekwabben (Ateleopodidae). De wetenschappelijke naam van de soort is voor het eerst geldig gepubliceerd in 1922 door Roule.